# 佐藤穣司
佐藤 穣司（さとう じょうじ、1993年8月3日 - ）は、日本の元ラグビー選手。

## プロフィール
- 山梨県出身。
- ポジションはフランカー(FL)。
- 身長 184cm、体重 103kg
- U17[1]やU19[2]やU20日本代表[3]に選ばれたことがある。

## 略歴
2012年、日川高校卒業後、早稲田大学に入学する。なお日川高校時代、高校日本代表に選ばれたことがある。
2015年、早稲田大学ラグビー蹴球部の副将に就任した。
2016年、早稲田大学卒業後、トヨタ自動車ヴェルブリッツ(現・トヨタヴェルブリッツ)に加入。同年10月23日に行われたジャパンラグビートップリーグ第8節のコカ・コーラレッドスパークス戦に途中出場で公式戦初出場を果たす。
2022年、現役を引退して早稲田大学ラグビー蹴球部のコーチに就任。